# Льежский собор
Собор Святого Павла (фр. Cathédrale Saint-Paul de Liège) — католический храм в городе Льеже (Бельгия), кафедральный собор Льежской епархии Римско-Католической церкви.
До 1795 года статус кафедрального собора в Льеже имел Собор Ламберта Маастрихтского, разрушенного в ходе Французской революции. А собор Святого Павла был одной из семи коллегиальных церквей города. Здание современного собора строилось с X века, достраивалось в XIII—XV вв и реконструировано в середине XIX века. Хор, трансепт и главный неф датируются XIII веком, апсиды — XIV веком; эти элементы построены в готическом («лучистом») стиле. Поздние реконструкции содержат стили барокко и классицизма.
Статус кафедрального собора церковь Святого Павла получила лишь с приходом Наполеона по просьбе жителей Льежа.
В соборе находится рака с мощами святого Ламберта Маастрихтского.